# Andrija Dandolo
Andrija Dandolo (Andrea Dandolo; Venecija, 1306. – Venecija, 7. rujna 1354.), mletački dužd i ljetopisac. Izabran je na dužnost pedeset i četvrtog dužda 1343. godine zamijenivši Bartolomeja Gradeniga koji je umro 1342. godine.

## Životopis
Potomak je stare mletačke plemićke obitelji koja je igrala važnu ulogu u povijesti Venecije od 12. do 15. stoljeća. Obitelj je dala četiri mletačka dužda, mnoštvo vojnih zapovjednika i ostalih važnih osoba. Studirao je povijest i pravo na Sveučilištu u Padovi, gdje je i radio kao profesor prava prije nego što je postao mletačkim duždem.
Tijekom njegove vladavine dogodio se težak rat s Hrvatsko-Ugarskim Kraljevstvom zbog sedme pobune Zadra protiv Republike Sv. Marka. Pobunu Zadrana su podupirali hrvatsko-ugarski kralj Ludovik I. Anžuvinac, hrvatski ban Nikola i bosanski ban Stjepan II. Kotromanić, no usprkos tome, uspio je ugušiti pobunu 1346. godine. U vrijeme njegove vladavine se dogodio i veliki potres u Mletcima, 1348. godine, koji je odnio mnoge živote, uzrokovao uništavanje mnogih zgrada, tada je došla i kuga od koje je pomrla skoro trećina stanovništva do 1350. godine.
Bio je poznat kao dobrotvor umjetnosti, reformirao je venecijanski pravni zakonik. Bio je prijatelj s Petrarcom koji je o njemu napisao da je nepotkupljiv čovjek pun žari i ljubavi za svoju zemlju, obrazovan, elokventan, mudar, ljubazan i human.
Bio je zadnji dužd pokopan u bazilici sv. Marka.
Njegovi nasljednici žive danas u Francuskoj u regiji Pikardiji.

## Djela
Napisao je dvije knjige o povijesti Venecije; "Ljetopisi" ili "Dandolova kronika" (Annales ili Andreae Danduli Ducis chronica per extensum descripta ad annum 46. - 1280.) i "Kratka kronika" (Chronicon Brevis ad annum 46. – 1342.), koje su važan izvor i za hrvatsku povijest u razdoblju od 9. do 11. stoljeća i u kojoj spominje podjelu Hrvatske na:
| Latinski: »" Svethopolis rex Dalmacie... in plano Dalme coronatus est et regnum suum Dalmacie in IIIIor partes divisit... A plano intaque Dalme usque Ystriam, Chroaciam Albam, vocavit, et a dicto plano usque Duracium, Chroaciam Rubeam, et versus montana, a flumine Drino usque Maceodoniam, Rasiam; et a dicto flumine citra Bosnam nominavit... Moderni autem maritimam totam vocant Dalmaciam, montana autem Chroatiam..."« | Hrvatski: »"Svetopulk( Ljetopis popa Dukljanina- Kralj Budimir), kralj Dalmacije... na Duvanjskom polju krunjen je i kraljevstvo svoje Dalmacije razdijeli na četiri dijela... Od polja naime Duvanjskoga do Istre nazva Bijelom Hrvatskom, i od toga polja do Drača (u Albaniji) Crvenom Hrvatskom; a planinski dio od rijeke Drine do Makedonije nazva Raškom, i od te rijeke ovamo, Bosnom ... Moderni pak cijelo primorje zovu Dalmacijom, a planinski dio Hrvatskom"« |

## Vanjske poveznice
- Andrea Dandolo Hrvatska enciklopedija (hrv.)
- Andrea Dandolo Proleksis enciklopedija (hrv.)